# Collection Alana

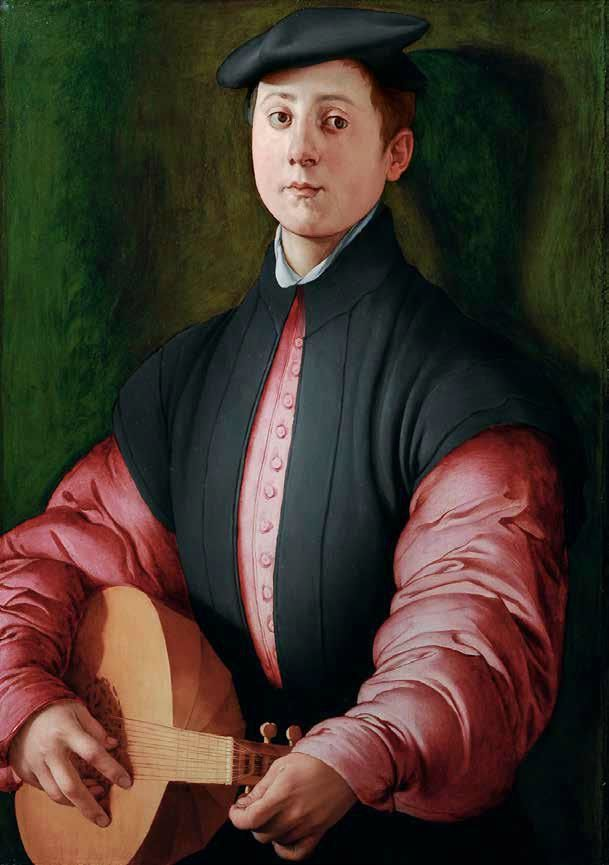
Pontormo, Portrait d'un joueur de luth (vers 1529-1530), huile sur bois,, collection Alana 2017.
Un tableau de petit maître voisine avec le Portrait d'un joueur de luth de Pontormo ou la Vierge de Fra Angelico, que je range parmi les plus grands chefs-d'œuvre de ma collection — Álvaro Saieh.

La collection Alana est une collection privée appartenant à Álvaro Saieh et Ana Guzmán, conservée à Newark (États-Unis), rassemblant des œuvres d'artistes primitifs et de la Renaissance italienne.

## Historique
Álvaro Saieh, économiste chilien et sa femme, l'architecte Ana Guzmán, sont des amateurs d'art. De l'association des premières lettres de leurs prénoms est né le nom de la Collection Alana, collection privée réunissant depuis la fin des années 1990 les œuvres de peintres primitifs et de la Renaissance italienne, élargie plus récemment à l'art baroque du XVIIe siècle et conservée dans leur résidence de Newark dans l'état du Delaware aux États-Unis.
Selon Carole Blumenfeld de la Gazette de l'Hôtel Drouot, le couple serait en outre, par l'entremise du marchand d'art italien Fabrizio Moretti (en), l'acquéreur de La Dérision du Christ (dit aussi Le Christ moqué), panneau du diptyque de dévotion de Cimabue adjugé 24,18 millions d'euros le 27 octobre 2019 à l'hôtel des ventes de Senlis. Álvaro Saieh avait effectivement démissionné, peu avant la vente, du conseil d'administration du Metropolitan Museum of Art de New York afin d'enchérir librement. Si le certificat d'exportation était accordé par l'État français, l'œuvre pourrait rejoindre la collection Alana. Or le tableau est classé trésor national le 23 décembre 2019 par le ministère de la culture, classement interdisant pendant trente mois sa sortie du territoire français et laissant au musée du Louvre le temps de rassembler les fonds nécessaires à son acquisition.

## Œuvres de la collection

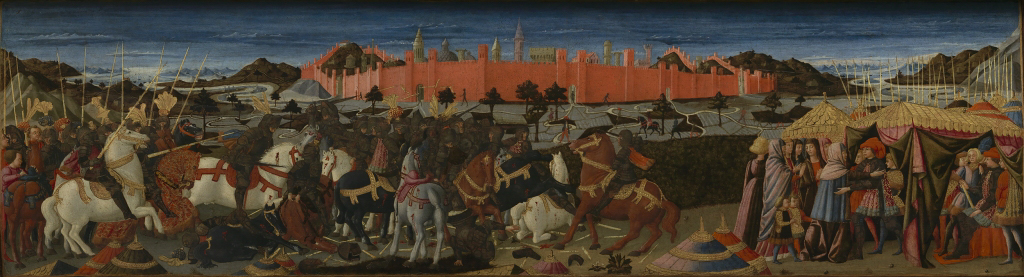
Giovanni di Ser Giovanni Guidi, dit Lo Scheggia, L'Histoire de Coriolan, voir détails supra.

Les œuvres de la collection Alana, conservées dans leur résidence privée de Newark par Álvaro Saieh et Ana Guzmán, sont décrites dans les trois volumes en anglais de The Alana collection : Italian paintings from the 13th to 15th century (2009), Italian paintings and sculptures from the fourteenth to sixteenth century (2011) et Italian paintings from the 14th to 16th century (2014).
En dehors de la Mise au tombeau du Greco, présentée à l'exposition du Grand Palais en 2019-2020, les œuvres ci-après font partie de l'exposition organisée au musée Jacquemart-André à la même période.
| Illustration | Artiste (peintre ou sculpteur)                               | Titre | Date de création                | Technique                              | Dimensions                                                 | Date d'acqui- sition | Commentaire |  |
| ------------ | ------------------------------------------------------------ | --- | ------------------------------- | -------------------------------------- | ---------------------------------------------------------- | -------------------- | --- |  |
|              | Peintre bolonais du XIIIe siècle                             | Crucifixion avec la Vierge, saint Jean l'Évangéliste et deux anges                                                                              | vers 1280                       | tempera et or sur bois                 | 30 × 21,3 cm                                               | 2011                 | |  |
|              | Peintre romain du troisième quart du XIIIe siècle            | Huit scènes de la vie du Christ | troisième quart du XIIIe siècle | tempera et or sur bois                 | 56 × 79 cm                                                 | 2002                 | vue d'ensemble, voir les détails |  |
|              | Fra Angelico                                                 | Saint Sixte | vers 1453-1455                  | tempera et or sur bois                 | 46,1 × 15,7 cm                                             | 2018                 | |  |
|              | Amico Aspertini                                              | Ville en flammes avec figures dans le paysage                                                                                                   | vers 1530                       | huile sur papier marouflé sur toile    | 39 × 53 cm                                                 | 2016                 | |  |
|              | Baccio della Porta, dit Fra Bartolomeo                       | Saint Jérôme pénitent | vers 1495                       | huile sur bois                         | 45,1 × 27,9 cm                                             | 2012                 | |  |
|              | Bartolomeo di Giovanni                                       | La Correction du moine possédé | vers 1485                       | tempera sur bois                       | 33 × 39,5 cm                                               | 2002                 | scène de la vie de saint Benoît |  |
|              | Bartolomeo di Giovanni                                       | Le Miracle de la fiasque volée | vers 1485                       | tempera sur bois                       | 33 × 39,5 cm                                               | 2002                 | scène de la vie de saint Benoît |  |
|              | Jacopo da Ponte, dit Jacopo Bassano                          | L'Adoration des bergers | vers 1562-1563                  | huile sur toile                        | 72 × 112 cm                                                | 2014                 | |  |
|              | Giovanni Bellini                                             | Les Larrons Dismas et Gestas | vers 1475                       | tempera sur toile appliquée sur bois   | 77,6 × 27,4 cm                                             | 2003                 | |  |
|              | Agnolo di Cosimo, dit Bronzino                               | Cosme Ier de Médicis | vers 1560                       | huile sur bois                         | 82,5 × 62 cm                                               | 2015                 | |  |
|              | Agnolo di Cosimo di Mariano, dit Bronzino                    | Saint Côme | vers 1543-1545                  | huile sur bois                         | 81 × 56,2 cm                                               | 2011                 | les douanes françaises ont confisqué le tableau, à la clôture de l'exposition au musée Jacquemart-André, car le tableau pourrait être un faux |  |
|              | Polidoro Caldara da Caravaggio                               | Vierge à l'Enfant | vers 1525                       | huile sur bois                         | 53,3 × 41,5 cm                                             | 2006                 | |  |
|              | Vittore Carpaccio                                            | Le Christ mort soutenu par deux anges | vers 1490                       | technique mixte sur bois               | 32,2 × 53 cm                                               | 2010                 | |  |
|              | Annibale Carracci                                            | L'Annonciation | vers 1582-1588                  | huile sur toile                        | 134,6 × 98,4 cm                                            | 2013                 | |  |
|              | Carlo Crivelli                                               | Un saint apôtre | vers 1472-1476                  | tempera et or sur bois                 | 28 × 20,7 cm                                               | 2011                 | Il est probable que ce tableau fasse partie de la prédelle du polyptyque de Montefiore dell'Aso                                               |  |
|              | Bernardo Daddi                                               | Vierge à l'Enfant en majesté avec saint François d'Assise, sainte Marie-Madeleine et une donatrice                                              | vers 1335                       | tempera et or sur bois                 | 137 × 75 cm                                                | 2011                 | |  |
|              | Bernardo Daddi                                               | Crucifixion | vers 1335-1340                  | tempera et or sur bois                 | 44,1 × 24,1 cm                                             | 2011                 | |  |
|              | Pseudo-Dalmasio ou « Dalmasio »                              | Vierge à l'Enfant en majesté avec des anges | vers 1340                       | tempera et or sur bois                 | 45 × 36,1 cm                                               | 2012                 | |  |
|              | Carlo Dolci                                                  | Sainte Agathe | vers 1664-1665                  | huile sur toile marouflée sur bois     | 75,2 × 62,8 cm                                             | 2018                 | |  |
|              | Giovanni di Niccolò Luteri, dit Dosso Dossi                  | Paysage avec des joueurs de cartes | vers 1518-1522                  | huile sur toile                        | 52,2 × 51,2 cm                                             | 2014                 | fragment d'une frise |  |
|              | Francesco Raibolini, dit Francia                             | Saint François d'Assise recevant les stigmates                                                                                                  | vers 1490 ou 1494               | tempera et huile sur bois              | 29,2 × 55,2 cm                                             | 2004                 | |  |
|              | Gentile da Fabriano                                          | Saint Jean l'évangéliste, saint Jacques le Majeur                                                                                               | vers 1405                       | tempera et or sur bois                 | 21,7 × 6,1 cm                                              | 2009                 | saint Jacques 21,5 × 6,8 cm |  |
|              | Gentile da Fabriano                                          | Saint Barthélémy, saint Pierre | vers 1405                       | tempera et or sur bois                 | 21,6 × 6,8 cm                                              | 2009                 | saint Pierre 21,6 × 5,7 cm |  |
|              | Gentile da Fabriano                                          | Saint Jude Thaddée, saint Matthieu | vers 1405                       | tempera et or sur bois                 | 21,5 × 5,8 cm                                              | 2009                 | saint Matthieu 21,3 × 6,2 cm |  |
|              | Francesco di Cristofano Guiducci dit Franciabigio            | L'Annonciation-Nativité-Scènes de la Passion | vers 1510                       | huile sur parchemin marouflé sur bois, | 21 × 14,7 cm panneau central;21 × 7,6 cm panneaux latéraux | 2006                 | autel portable, avec reliques,peint sur les deux faces avec scène de la vie de la Vierge et du Christ,                                        |  |
|              | Orazio Gentileschi                                           | L'Annonciation | vers 1600-1605                  | huile sur albâtre                      | 49,5 × 38,5 cm                                             | 2016                 | |  |
|              | Orazio Gentileschi                                           | La Vierge et l'Enfant | vers 1610-1612                  | huile sur bois                         | 91,4 × 73 cm                                               | 2007                 | |  |
|              | Niccolò di Pietro Gerini                                     | Christ aux outrages | vers 1395                       | tempera et or sur toile                | 97,4 × 55,2 cm                                             | 2012                 | |  |
|              | Niccolò di Pietro Gerini                                     | La Trinité avec la Vierge et quatre anges | vers 1380-1385                  | tempera et or sur bois                 | 90,3 × 49,5 cm                                             | 1999                 | |  |
|              | Michele Giambono                                             | Saint Ambroise | Vers 1447                       | tempera et or sur bois                 | 87,3 × 35 cm                                               | 2007                 | |  |
|              | Giovanni di Paolo                                            | Ange de l'Annonciation et Vierge de l'Annonciation                                                                                              | vers 1455-1460                  | tempera et or sur bois                 | 106,5 × 42,5 cm                                            | 2010                 | la dimension indiquée est celle du panneau de l'Ange ; la dimension du panneau de la Vierge est de 104,7 × 42,6 cm                            |  |
|              | Francesco Granacci (1469-1543)                               | Lamentation sur le corps du Christ avec saint Jean-Baptiste                                                                                     | vers 1517-1520                  | huile sur bois                         | 70,5 × 109,8 cm                                            | 2012                 | |  |
|              | Le Greco                                                     | La Mise au tombeau du Christ | vers 1570-1575                  | huile sur bois                         | 28 × 19,4 cm                                               | Inconnue             | exposée au Grand Palais |  |
|              | Grifo di Tancredi                                            | Christ en homme de douleurs, la Vierge pleurant et saint Jean l'Évangéliste, peut-être sainte Ursule, dix saintes vierges martyres et des anges | vers 1285 ou 1307               | tempera et or sur bois d'une châsse    |                                                            | 2011                 | dimensions de la châsse 28 × 23,5 × 30,5 cm                                                                                                   |  |
|              | Guariento di Arpo                                            | Crucifixion et saint Jean-Baptiste, saint Barthélémy, saint André et sainte Catherine d'Alexandrie                                              | vers 1360                       | tempera et or sur bois d'un triptyque  | 71 × 58,5 cm                                               | 2011                 | |  |
|              | Jacopo del Casentino                                         | Sainte Catherine d'Alexandrie avec un prophète et Saint Jean l'Évangéliste avec un prophète                                                     | vers 1330-1335                  | tempera et or sur bois                 | 114,3 × 43,9 cm                                            | 2001                 | deux panneaux, la dimension indiquée est celle de chaque panneau                                                                              |  |
|              | Jacopo del Sellaio                                           | Vierge d'humilité avec l'Enfant Jésus, saint Jean-Baptiste et deux anges                                                                        | vers 1490                       | tempera et or sur bois                 |                                                            | 2000                 | 109 cm de diamètre |  |
|              | Filippino Lippi                                              | Saint Ubald et saint Frediano | vers 1496                       | tempera sur bois                       | 32,8 × 45,6 cm                                             | 2016                 | |  |
|              | Fra Filippo Lippi                                            | Saint Jean l'Évangéliste | vers 1432-1434                  | tempera et or sur bois                 | 42,8 × 32 cm                                               | 2007                 | |  |
|              | Pietro Lorenzetti                                            | Crucifixion entre la Vierge pleurant et saint Jean l'Évangéliste, avec sainte Catherine d'Alexandrie                                            | vers 1315-1320                  | tempera et or sur bois                 | 47 × 45,5 cm                                               | 2012                 | |  |
|              | Luca della Robbia                                            | Vierge à l'Enfant | vers 1440                       | Terre cuite et bois peints et dorés    |                                                            | 2007                 | 37,2 cm de diamètre Autre Madone de type « Corsini » de Luca della Robbia                                                                     |  |
|              | Luca di Tommè                                                | Saint Michel archange avec les prophètes Malachie et Samuel                                                                                     | vers 1358                       | tempera et or sur bois                 | 114,5 × 48,7 cm                                            | 2009                 | |  |
|              | Maître de l'Annonciation Spinola                             | Nativité | vers 1309-1310                  | tempera et or sur bois                 | 20,5 × 16,5 cm                                             | 2011                 | |  |
|              | Maître de la Madeleine (Filippo di Jacopo ?)                 | Vierge à l'Enfant sur un trône avec deux personnages auréolés                                                                                   | vers 1285-1290                  | tempera et or sur bois                 | 36,8 × 31,8 cm                                             | 2012                 | |  |
|              | Maître de Pratovecchio                                       | Vierge à l'Enfant, assise sur un trône avec deux anges, sainte Brigitte de Suède et saint Michel archange                                       | vers 1450                       | tempera et or sur bois                 | 149,2 × 76,8 cm                                            | 2011                 | triptyque, la dimension est celle du panneau central, celle des panneaux latéraux est de 137,2 × 56,8 cm                                      |  |
|              | Maître des bâtiments gothiques (collatorateur de Botticelli) | Christ en croix adoré par des saints | vers 1490                       | tempera sur bois                       | 67,2 × 91,4 cm                                             | 2003                 | « INRI » sur la plaque rouge |  |
|              | Maître des dossali vénitiens                                 | Diptyque avec des scènes de l'Enfance et de la Passion du Christ                                                                                | vers 1335-1345                  | tempera et or sur bois                 | 38 × 28,5 cm                                               | 2009                 | |  |
|              | Bartolomeo Manfredi                                          | Scène de taverne avec un joueur de luth | vers 1619-1620                  | huile sur toile                        | 132,5 × 197,2 cm                                           | 2019                 | |  |
|              | Lorenzo Monaco                                               | Annonciation | vers 1423-1424                  | tempera et or sur bois                 | 136 × 98 cm                                                | 2010                 | |  |
|              | Nardo di Cione                                               | L'Annonciation | vers 1350-1355                  | tempera et or sur bois                 | 35 × 23 cm                                                 | 2010                 | deux panneaux, l'un figurant la Vierge, l'autre l'Archange, la dimension indiquée est celle de chacun                                         |  |
|              | Alvaro Pirez                                                 | Vierge d'humilité | vers 1425-1430                  | tempera et or sur bois                 | 104 × 68 cm                                                | 2010                 | |  |
|              | Jacopo Carucci dit Pontormo                                  | Portrait d'un joueur de luth | vers 1529-1530                  | huile sur bois                         | 81,2 × 57,7 cm                                             | 2017                 | |  |
|              | Guido Reni                                                   | Le Martyre de sainte Apolline | vers 1614                       | huile sur cuivre                       | 44,1 × 33,6 cm                                             | 2015                 | |  |
|              | Girolamino di Romano dit Romanino                            | Le Christ portant sa croix | vers 1542-1543                  | huile sur toile                        | 81 × 72 cm                                                 | 2012                 | |  |
|              | Cosimo Rosselli                                              | Christ en homme de douleurs | vers 1490                       | tempera et or sur bois                 | 39,5 × 30,4 cm                                             | 2015                 | |  |
|              | Giovanni Gerolamo Savoldo                                    | La Crucifixion | vers 1510-1515                  | huile sur bois                         | 94 × 71,8 cm                                               | 2012                 | |  |
|              | Giovanni di Ser Giovanni Guidi, dit Lo Scheggia              | L'Histoire de Coriolan | vers 1460-1465                  | tempera et or sur bois                 | 43 × 155 cm                                                | 2010                 | détail : voir le panorama infra |  |
|              | Luca Signorelli                                              | L'Agonie au Jardin des Oliviers | vers 1512                       | huile sur bois                         | 26 × 67,5 cm                                               | 2014                 | |  |
|              | Francesco Squarcione                                         | Vierge à l'Enfant | vers 1445-1450                  | tempera et or sur bois                 | 59,5 × 45,7 cm                                             | 2007                 | |  |
|              | Gherardo di Jacopo di Neri dit Starnina                      | La Présentation de Jésus-Christ au Temple | vers 1494-1405 ou vers 1408     | tempera et or sur bois                 | 33 × 51,3 cm                                               | 2019                 | |  |
|              | Tino di Camaino                                              | Saint Jean-Baptiste et un prophète | vers 1325-1330                  | marbre                                 | 56,4 × 29 cm                                               | 2003                 | inscription sur le phylactère : « A.D.Q.P.M. », lecture possible : Agnus Dei Qui (tollis) Peccáta Mundi                                       |  |
|              | Jacopo Robusti dit Tintoret                                  | Épisodes d'une bataille | vers 1575-1580                  | huile sur toile                        | 146 × 230,7 cm                                             | 2016                 | |  |
|              | Francesco Traini                                             | Sainte Catherine d'Alexandrie | vers 1330                       | tempera et or sur bois                 | 142 × 58 cm                                                | 2011                 | |  |
|              | Francesco d'Ubertino, dit Bacchiacca                         | Déposition de croix | vers 1520                       | huile sur bois                         | 98,6 × 84,5 cm                                             | 2006                 | |  |
|              | Paolo Uccello                                                | Vierge à l'Enfant | vers 1433-1434                  | tempera et or sur bois                 | 45,1 × 30,8 cm                                             | 2011                 | |  |
|              | Giorgio Vasari                                               | Salvator Mundi | vers 1561                       | huile sur bois                         | 74 × 54 cm                                                 | 2018                 | |  |
|              | Giorgio Vasari                                               | Allégorie des fruits d'automne | vers 1570-1574                  | huile sur bois                         | 80 × 80 cm                                                 | 2018                 | |  |
|              | Lorenzo Veneziano                                            | Sainte Catherine d'Alexandrie et saint Sigismond de Bourgogne                                                                                   | vers 1368                       | tempera sur bois                       | 99 × 33 cm                                                 | 2015                 | la dimension indiquée est celle du panneau de sainte Catherine ; celle du panneau de saint Sigismond est de 98 × 35 cm                        |  |
|              | Entourage d'Andrea del Verrocchio                            | Vierge à l'Enfant | vers 1470                       | tempera sur bois                       | 68 × 52 cm                                                 | 2010                 | |  |
|              | Paolo Caliari dit Véronèse                                   | Les Symboles des quatre évangélistes | vers 1575                       | huile sur toile                        | 88 × 171,5 cm                                              | 2001                 | |  |
|              | Paolo Caliari dit Véronèse                                   | Saint Pierre et Saint Paul | vers 1585-1588                  | huile sur toile                        | 84,5 × 35 cm                                               | 2011                 | la dimension indiquée est celle de chacun des deux tableaux                                                                                   |  |
|              | Antonio Vivarini                                             | Saint Pierre exorcisant un démon ayant pris les traits d'une Vierge à l'Enfant                                                                  | vers 1450                       | tempera et or sur bois                 | 53,4 × 36 cm                                               | 2012                 | |  |
|              | Antonio Vivarini                                             | Saint Pierre martyr dialoguant avec le crucifix                                                                                                 | vers 1450                       | tempera et or sur bois                 | 58,8 × 33,4 cm                                             | 2014                 | |  |

Peintre romain du troisième quart du XIIIe siècle, Huit scènes de la vie du Christ
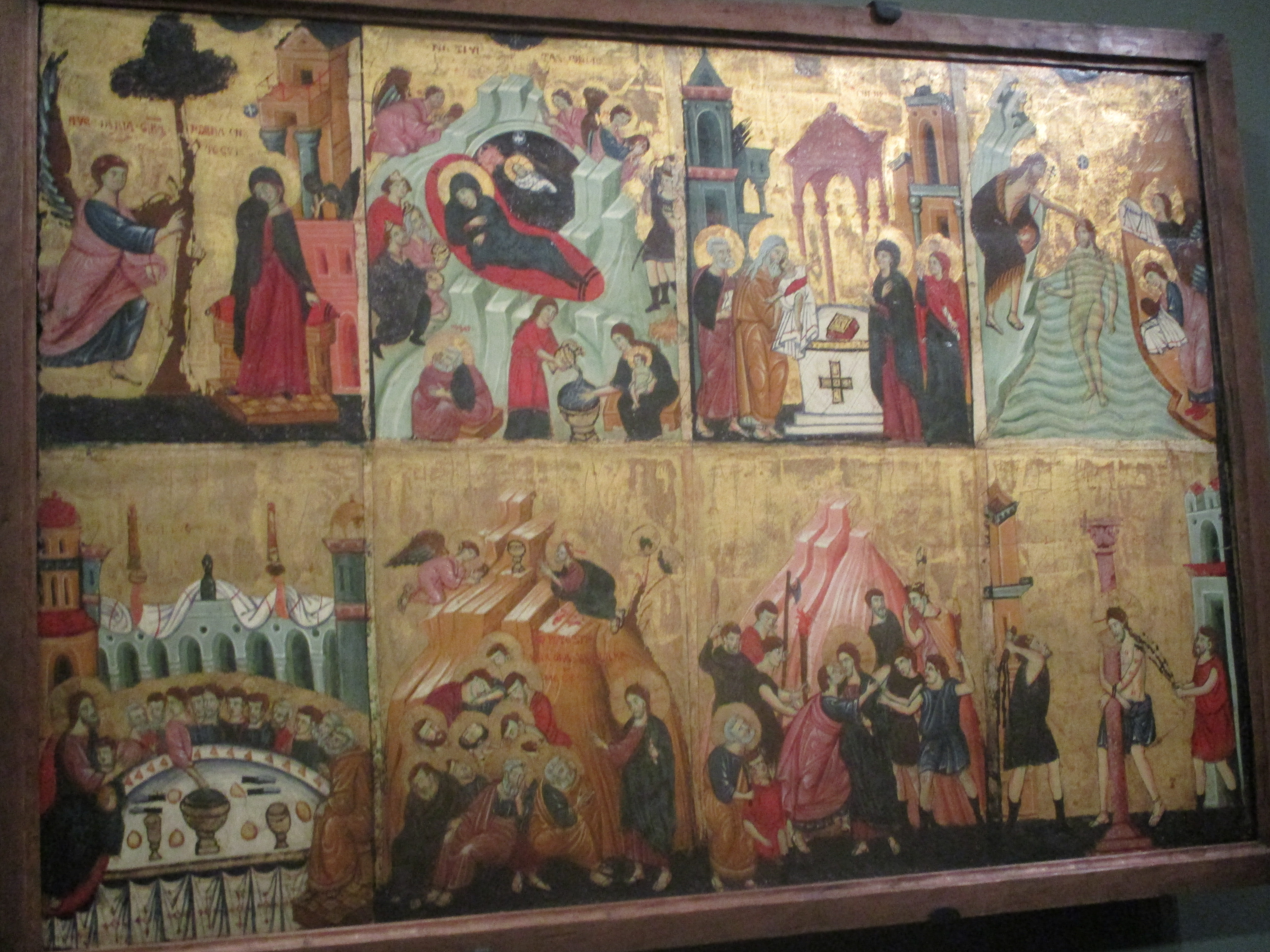
Dimension de chaque scène, 27 × 19 cm (voir la vue d'ensemble).
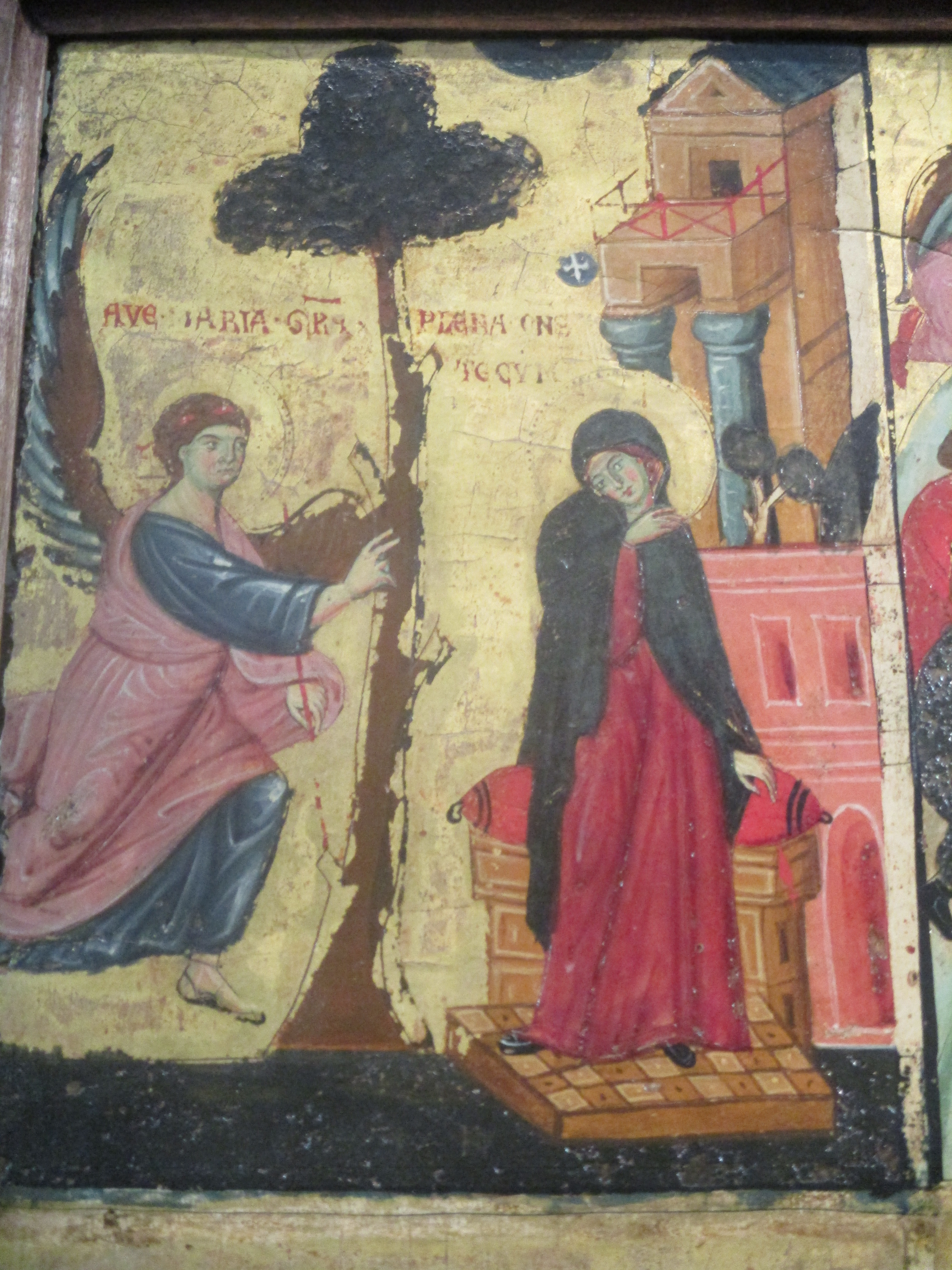
L'Annonciation
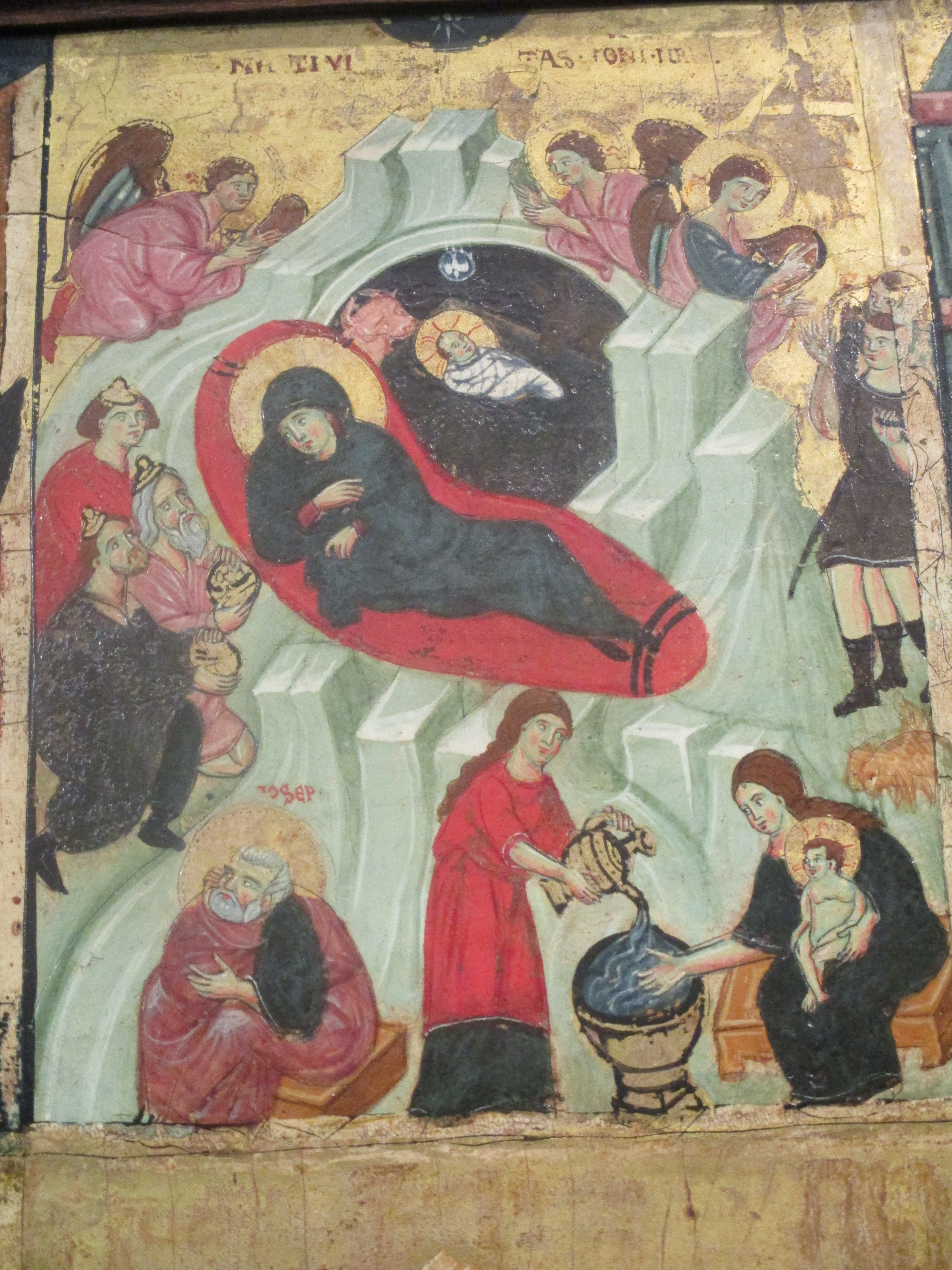
La Nativité et l'Adoration des Mages
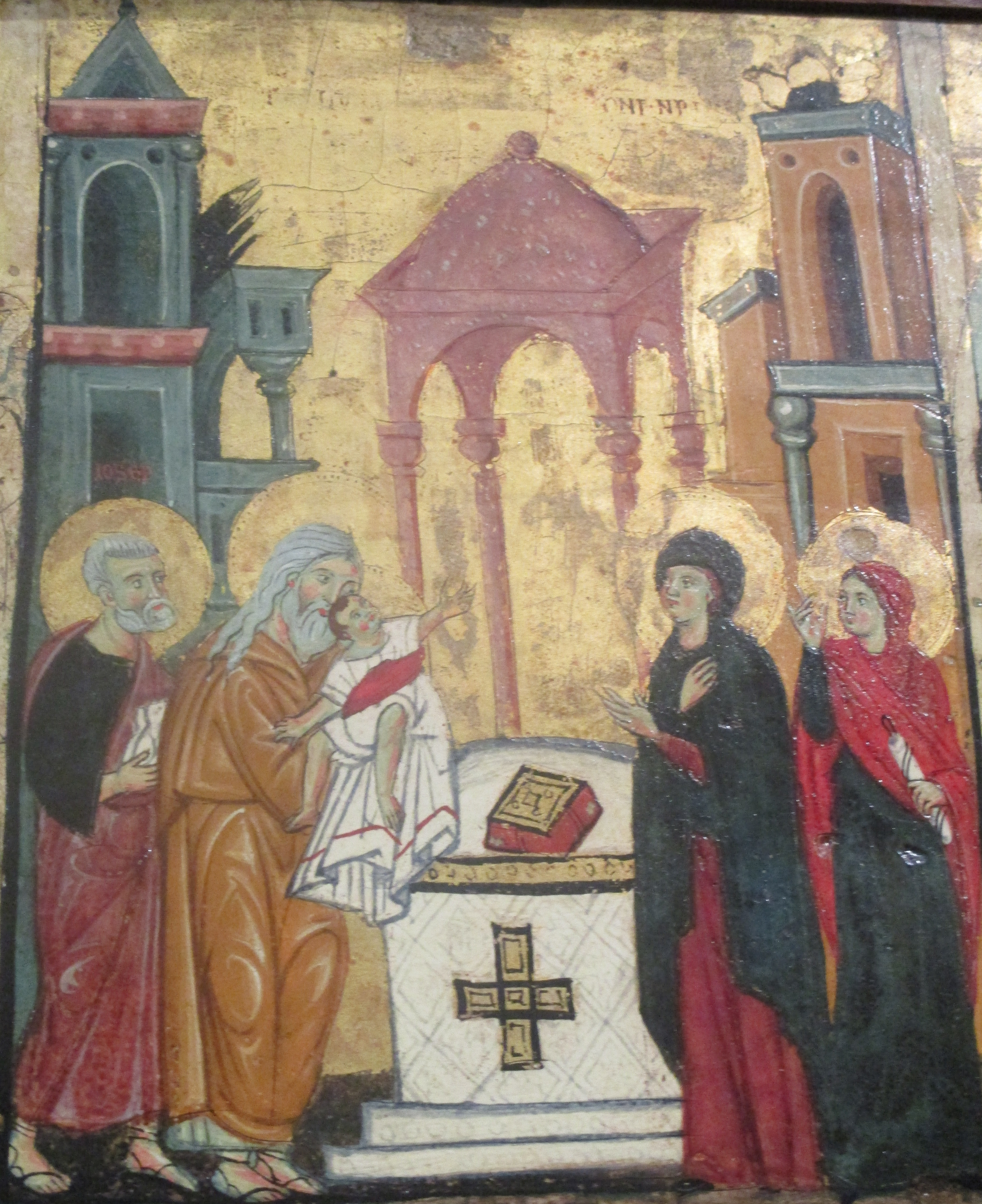
La Présentation au Temple
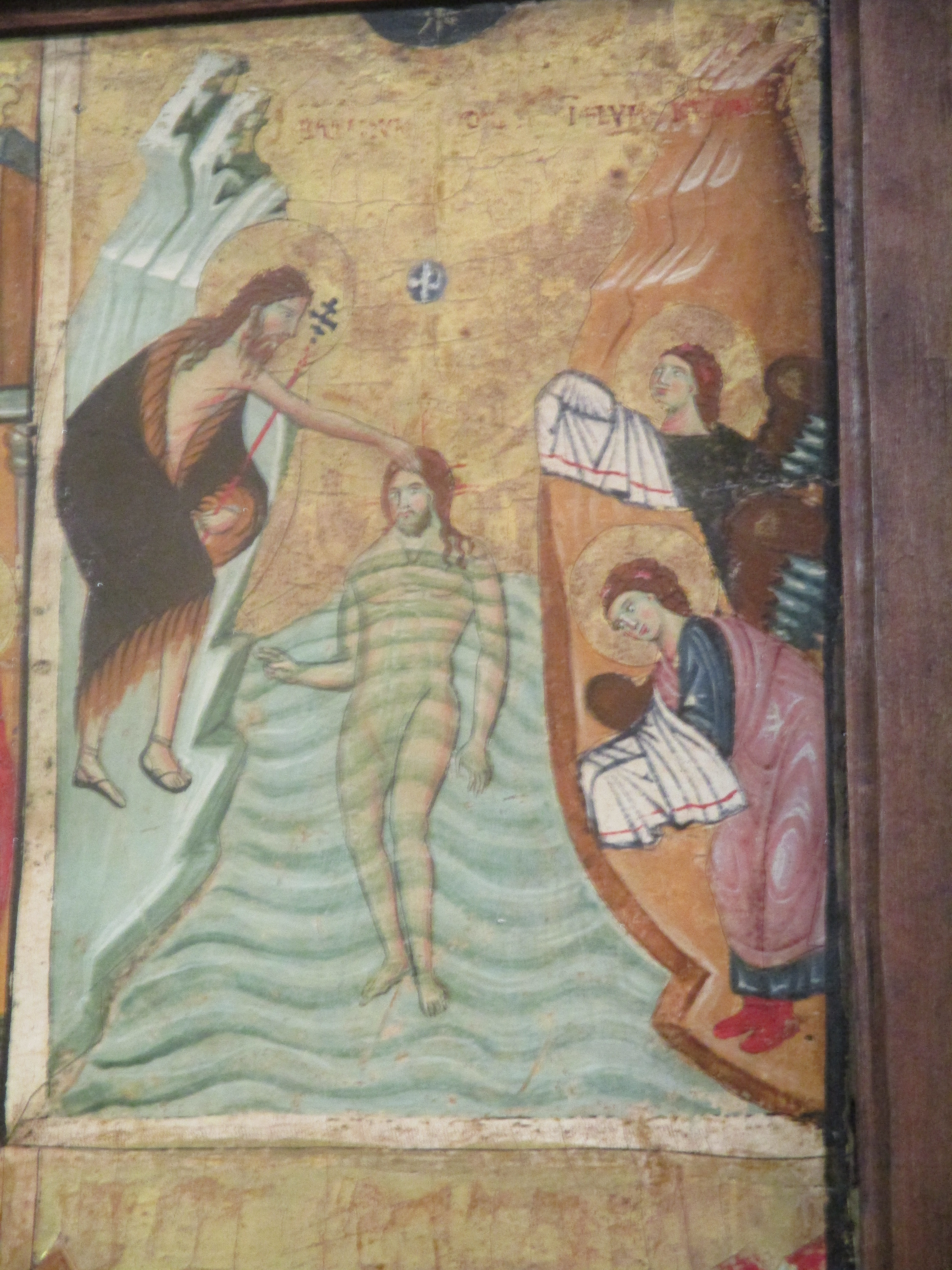
Le Baptême du Christ
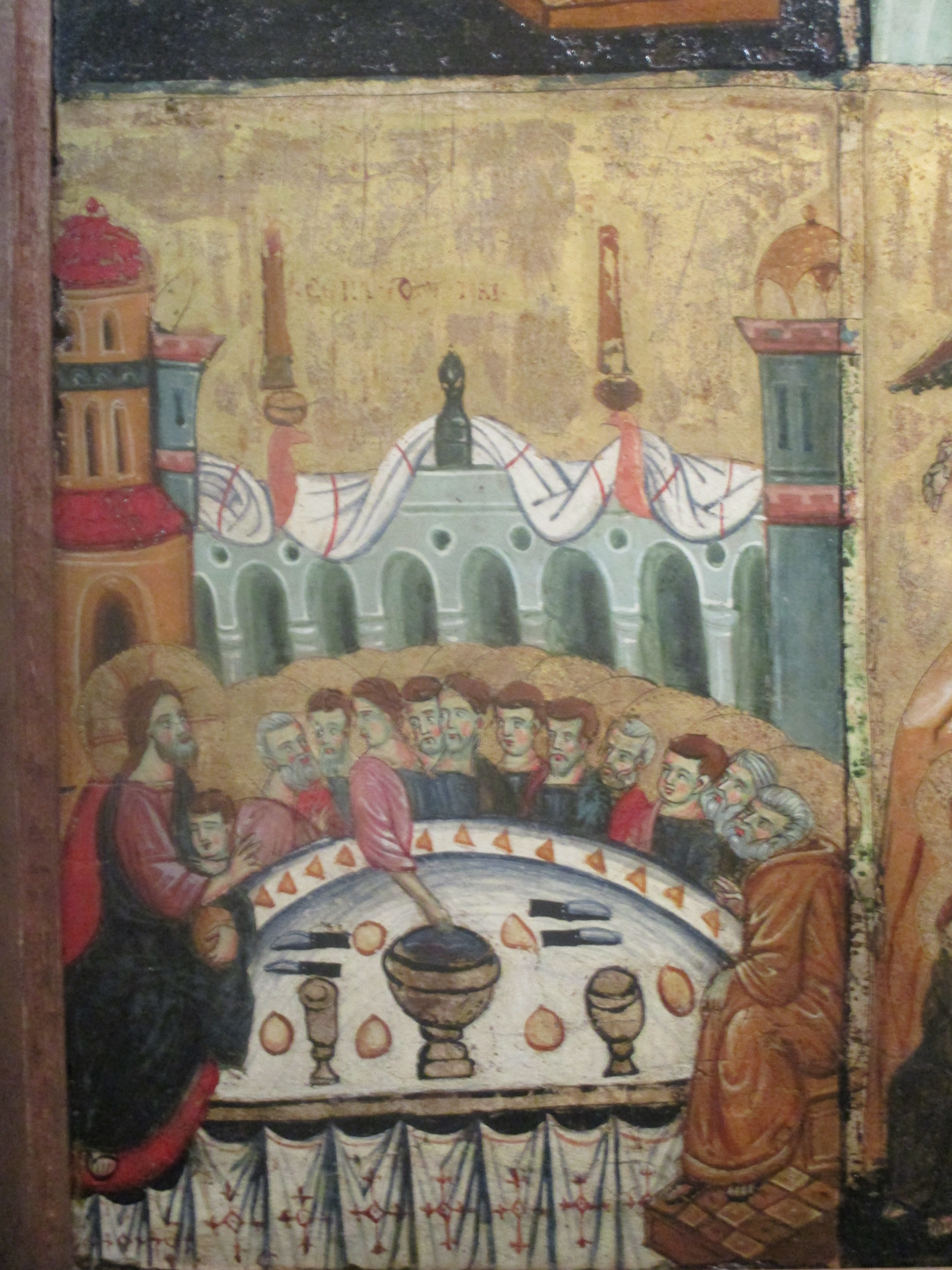
La Cène
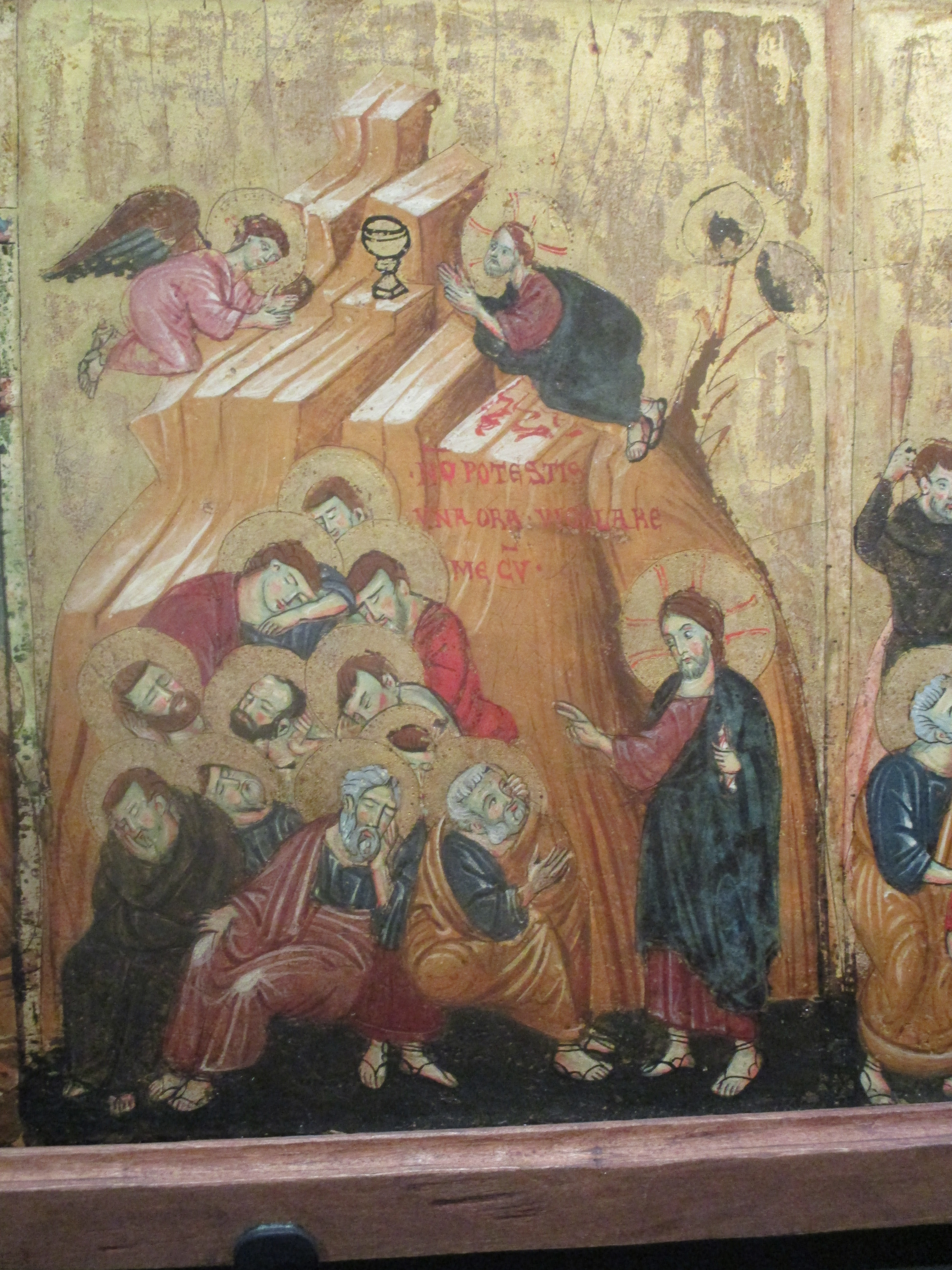
La Prière au Jardin des oliviers
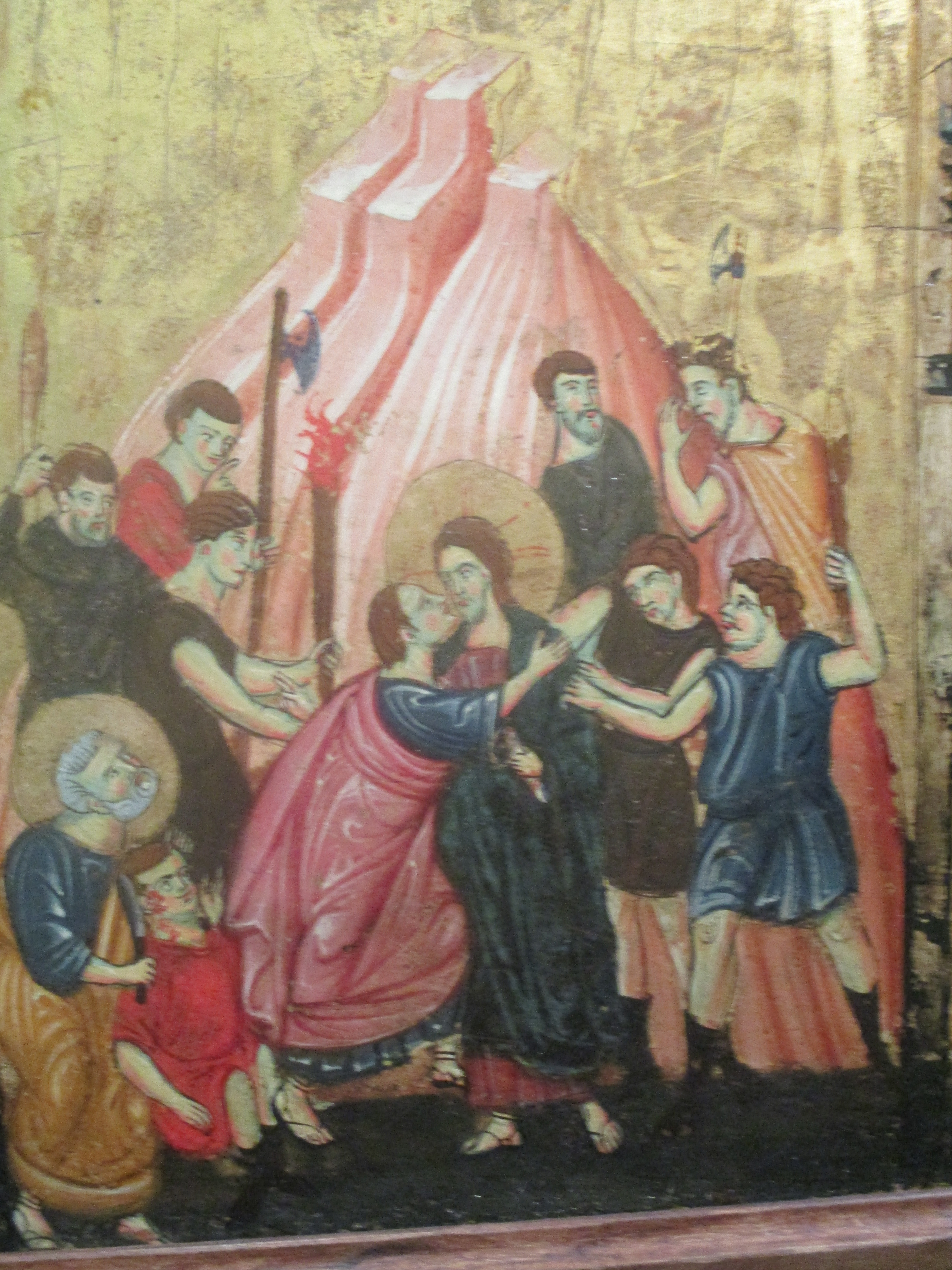
L'Arrestation

## Expositions
En 2019, 75 pièces de la collection, citées supra, sont prêtées, à titre exceptionnel, et uniquement parce qu'il s'agit du musée d'un autre couple de collectionneurs, au musée Jacquemart-André à Paris pour y être exposées ensemble pour la première fois au monde en dehors de la résidence des propriétaires et, selon Carlo Falciani, peut-être l'ultime,, du 13 septembre 2019 au 20 janvier 2020.
À la même période, la Mise du tombeau du Christ du Greco est prêtée au Grand Palais pour la rétrospective du peintre espagnol et exposée du 16 octobre 2019 au 10 février 2020,.

## Doutes sur l'authenticité d'une œuvre de la collection
À la clôture de l'exposition au musée Jacquemart-André, les autorités françaises saisissent le Saint Côme de Bronzino sur ordonnance de la juge Aude Buresi chargée de l'instruction dans l'affaire des faux tableaux d'art ancien inondant le marché de l'art international depuis plusieurs années. Le tableau pourrait être un faux mis en circulation par Giuliano Ruffini (en) contre lequel un mandat d'arrêt européen est émis en mai 2019. Un autre mandat est lancé contre son fils, Mathieu, et le peintre Lino Frongia est interpellé en septembre 2019. 
Entré dans la collection Alana en 2011, le tableau est exposé pour la première fois en 2010 lors la rétrospective Bronzino au palais Strozzi à Florence organisée par Carlo Falciani et Philippe Costamagna. Interrogé par les enquêteurs, Philippe Costamagna, spécialiste de l'école florentine et conservateur du musée Fesch d'Ajaccio, indique que le tableau lui avait été présenté dans l'appartement de Giuliano Ruffini rue Saint-Honoré où il a authentifié le Saint-Côme l'attribuant à Bronzino en raison de ses nombreux pentimenti avant de le présenter à l'exposition de Florence et de le publier à deux reprises avec Carlo Falciani. Le conservateur précise que le tableau semblait appartenir à des marchands d'art espagnols présents lors de la rencontre chez Giuliano Ruffini. Cependant, le nom de Giuliani Ruffini, qui affirme être le découvreur de l'œuvre perdue depuis longtemps, n'apparaît pas dans le catalogue de l'exposition de la collection Alana au musée Jacquemart-André : seules sont mentionnées les provenances Juan Lamella à Londres et H. Wirth à Zurich en 2009 avant l'acquisition par la collection Alana en 2011. Les représentants de la collection Alana ont par la suite précisé que l'achat en 2011 a été réalisé auprès de la Derek Johns gallery (Londres).
Didier Rykner de La Tribune de l'art apporte des précisions après s'être entretenu avec Vincent Noce de The Art Newspaper (en), celui-ci lui ayant déclaré : « je n'ai jamais prétendu que l'œuvre était un faux. Avancer un tel point de vue serait bien hasardeux avant même tout examen historiographique et scientifique. Je n'ai ni l'expertise ni même le droit, si je le pensais ce qui n’est pas le cas, d'avancer une telle opinion. Ce que je sais c'est qu'elle a été présentée chez Ruffini. Et que l'historique ne tient pas. Je m’en tiens là pour le moment et je ne crois pas que mon papier laisser penser le contraire ». 
Le journaliste de la Tribune de l'art ajoute que Philippe Costamagna, spécialiste de l'école florentine du XVIe siècle, et notamment de Pontormo et Bronzino a rencontré chez Giuliano Ruffini (en) les propriétaires espagnols du Saint Côme, tableau alors anonyme qu'il a identifié comme l'une des parties d'un ensemble dont La Déposition conservée au musée des Beaux-Arts et d'Archéologie de Besançon est la pièce maîtresse et que pour lui « le seul argument que ce tableau ait été vu chez Ruffini ne suffit pas à en faire un faux. Les faux de cette provenance sont toujours basés sur des compositions dessinées, mais cette composition était absolument inconnue. Il est impossible à un faussaire d'inventer cette position de la main qui est une création pure de Bronzino. Le tableau, qui avait de nombreux repeints, et où l'on voit des repentirs et le dessin sous-jacent, a été restauré pour l'exposition de Florence par la même restauratrice, Rita Alzeni, que les autres Bronzino. J’ai tout de suite reconnu le pinceau de Bronzino, un faussaire ne pourrait pas inventer cela ».
Didier Rykner s'interroge sur « la légitimité d'une saisie en France d'un tableau acquis à l'étranger, par un collectionneur étranger, et qui ne concerne pas semble-t-il le marché de l'art français. » Le risque d'être confronté à une telle procédure n'incitera pas à ses yeux les collectionneurs privés étrangers à prêter leurs œuvres aux musées français.